# Rhamphophila
Rhamphophila ies un género de dípteros nematóceros perteneciente a la familia Limoniidae. Se distribuye por Nueva Zelanda.

## Especies
- Contiene las siguientes especies:
- R. lyrifera Edwards, 1923
- R. sinistra (Hutton, 1900)